# David I d'Artanudji
David I d'Artanudji, dit David el Gran (mort el 20 de febrer del 943), fou un príncep georgià de Calarzene i després d'Artanudji-Calarzene al segle x.
David Bagration era el fill gran de Sumbat, príncep de Artanudji-Calarzene. La seva família, que era hereva legítima de la corona d'Ibèria, regnava des de la meitat del segle ix sobre la província georgiana de l'Artanudji-Calarzene (formada principalment per la Klardjètia, i avui a Turquia), un principat hereditari considerada com un «lot de consolació» per aquesta branca dels Bagrationi que havia estat desheretada per l'emperador romà d'Orient (basileus) l'any 830.
A la mort del seu pare, el 889, hauria hagut d'heretar l'Artanudji, però és el seu germà petit Bagrat fou qui va esdevenir duc d'Artanudji i Calarzene al seu lloc. Però aquest Bagrat va morir el 909 i David ho va aprofitar per recuperar el seu tron. La Crònica georgiana diu que aquest David era un bon cristià i que va multiplicar les esglésies, i per això el seu sobrenom de Gran.
El 943 va abdicar en favor del seu fill gran Sumbat II d'Artanudji-Calarzene i es va fer frare. Va morir el mateix any. De una esposa desconeguda va tenir dos fills :
- Sumbat II d'Artanudji-Calarzene ;
- una filla, que es va casar amb Adarnases d'Artanudji, príncep de Artanoudji.